# Prinsuéjols-Malbouzon
Prinsuéjols-Malbouzon község Franciaország Okcitánia régiójában, Lozère megyében. Új községként 2017. január 1-jén jött létre Malbouzon és Prinsuéjols korábbi községek egyesítésével.

## Népesség
| Lakosok száma | 285  | 280  | 272  | 265  | 264  | 255  | 250  |
|               | 2015 | 2017 | 2018 | 2019 | 2020 | 2021 | 2022 |